# San Giorgio La Molara
San Giorgio del Sannio község (comune) Olaszország Campania régiójában, Benevento megyében, 60 km-re északkeletre Nápolytól, 9 km-re délkeletre a megyeszékhelytől.

## Fekvése
A megye északkeleti részén fekszik. Határai: Buonalbergo, Casalbore, Foiano di Val Fortore, Ginestra degli Schiavoni, Molinara, Montefalcone di Val Fortore, Paduli, Pago Veiano és San Marco dei Cavoti.

## Története
A település alapítására vonatkozóan nincsenek pontos adatok. Valószínűleg a normann időkben alapították. A következő századokban nemesi birtok volt. A 19. században nyerte el önállóságát, amikor a Nápolyi Királyságban felszámolták a feudalizmust.

## Népessége
A népesség számának alakulása:

## Főbb látnivalói
- San Pietro-templom
- Palazzo Iazzeolla